# Châbles

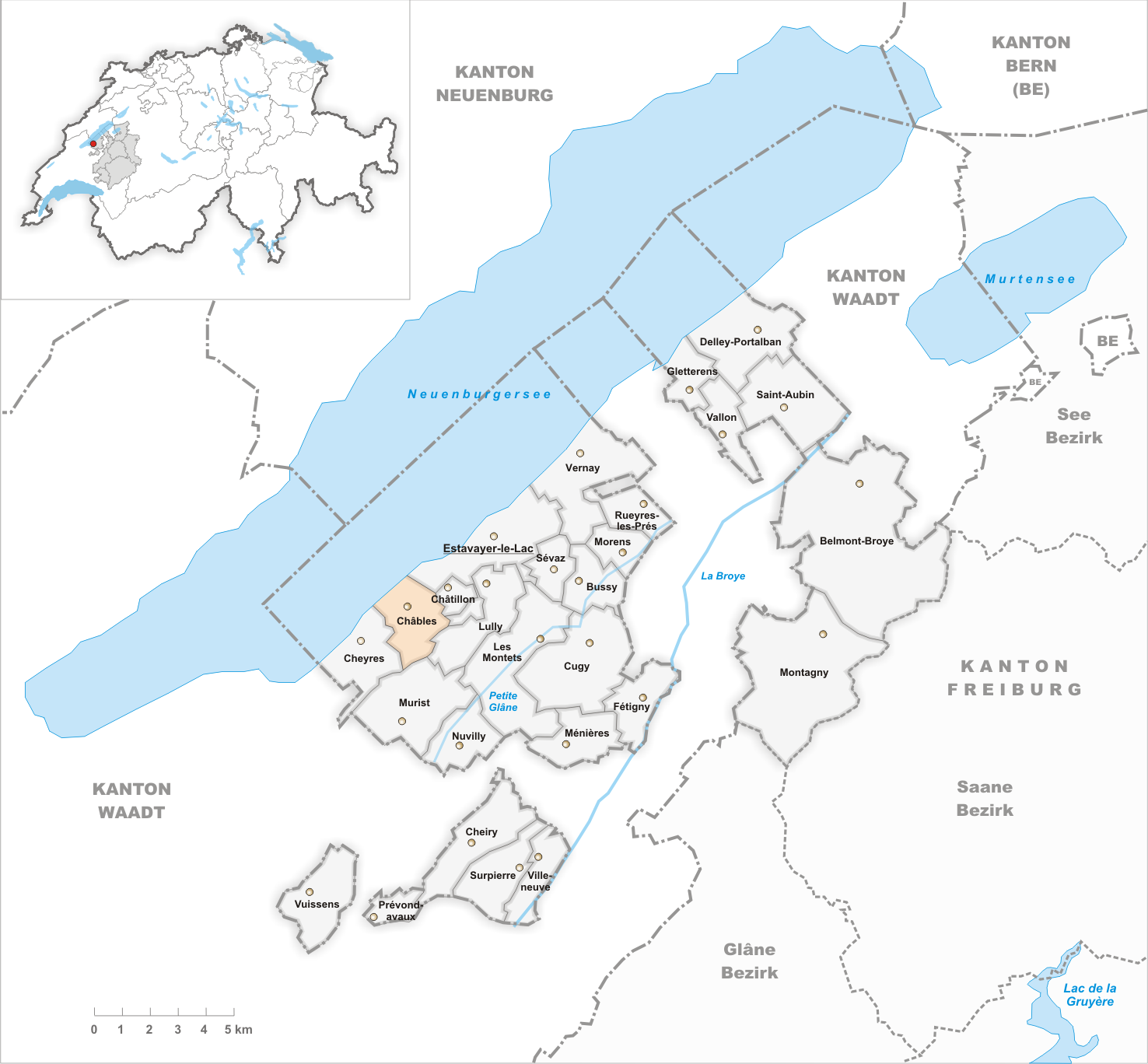
Gemeindestand vor der Fusion am 1. Januar 2017

Châbles (Freiburger Patois Tsâbyoⓘ) ist eine Ortschaft und war bis zum 31. Dezember 2016 eine politische Gemeinde im Broyebezirk des Kantons Freiburg in der Schweiz. Auf den 1. Januar 2017 fusionierte Châbles mit der Gemeinde Cheyres zur neuen Gemeinde Cheyres-Châbles.

## Geographie
Châbles ist ein Dorf innerhalb einer Exklave des Kantons Freiburg. Die drei Freiburger Gemeinden Lully (FR), Châtillon und Estavayer grenzen an das Gemeindegebiet.
Die Gemeinde liegt am Neuenburgersee und hat Anteil am breiten, feuchten Uferstreifen im Naturschutzgebiet Grande Cariçaie. Das Dorf Châbles liegt auf einer Anhöhe rund 140 Meter über dem See. Der Bach Ruisseau du Cra do Ru fliesst vom Dorf zum Ufergebiet östlich des Neuenburgersees hinunter. Im Neuenburgersee befindet sich ein Dreikantonseck (Freiburg, Neuenburg und Waadt) ().
Die Autobahn A1 durchquert den südlichen Abschnitt des Gebiets von Châbles, teilweise unterirdisch im Tunnel de Châbles (oder Tunnel des Bruyères). 
Der höchste Punkt des Gemeindegebiets liegt auf 651 m ü. M., der tiefste auf 429 m am See.

## Geschichte

Historisches Luftbild von Werner Friedli vom 6. August 1964

Die Gegend um Châbles war schon sehr früh besiedelt. Bei La Cernia am östlichen Rand der Gemeinde wurde während des Baus der Autobahn eine zweispurige römische Strasse entdeckt.
1628 wütete die Pest in der Ortschaft, und 1642 wurde das Dorf durch eine Feuersbrunst in Mitleidenschaft gezogen. Bis 1798 gehörte Châbles zur Vogtei von Font und Vuissens. 1801 wurde die Grande Commune Font-Châbles-Châtillon aufgelöst. 1809 erhielt die Gemeinde neue Statuten. Im 1896 gebauten Hôtel des Bains befand sich von 1934 bis 2004 das Dominikanerinnenkloster Béthanie. 2017 fusionierte Châbles mit der Gemeinde Cheyres zur neuen Gemeinde Cheyres-Châbles.

## Bevölkerung
Die Mehrheit der Bevölkerung ist französischsprechend. Eine kleine Minderheit von etwa 10 % spricht deutsch.
Mehr als 60 % der Bevölkerung sind römisch-katholisch. Eine grössere Minderheit von 20 % ist protestantisch. Die restlichen 20 % sind vorwiegend konfessionslos.
Die Bevölkerung entwickelte sich wie folgt:
Einwohnerzahlen: Volkszählungsdaten

## Wirtschaft
Mehr als die Hälfte der Beschäftigten arbeitet im primären Sektor (Landwirtschaft). Durch den Bau der Autobahn A1 haben sich neue Haushalte angesiedelt. Die Zunahme an Arbeitnehmern findet vor allem im Industrie- und Dienstleistungssektor statt.

### Verkehr
Eine regelmässig verkehrende Buslinie der Transports publics fribourgeois verbindet Châbles mit Estavayer-le-Lac. Dort befindet sich auch der von Châbles nächstgelegene Zubringer zur Autobahn A1.
Die Hauptstrasse 152 und die Bahnlinie von Yverdon-les-Bains nach Payerne durchqueren das Gebiet von Châbles, sie führen jedoch nicht durch die Ortschaft selbst, sondern verlaufen in der Nähe des Seeufers.

## Sehenswürdigkeiten

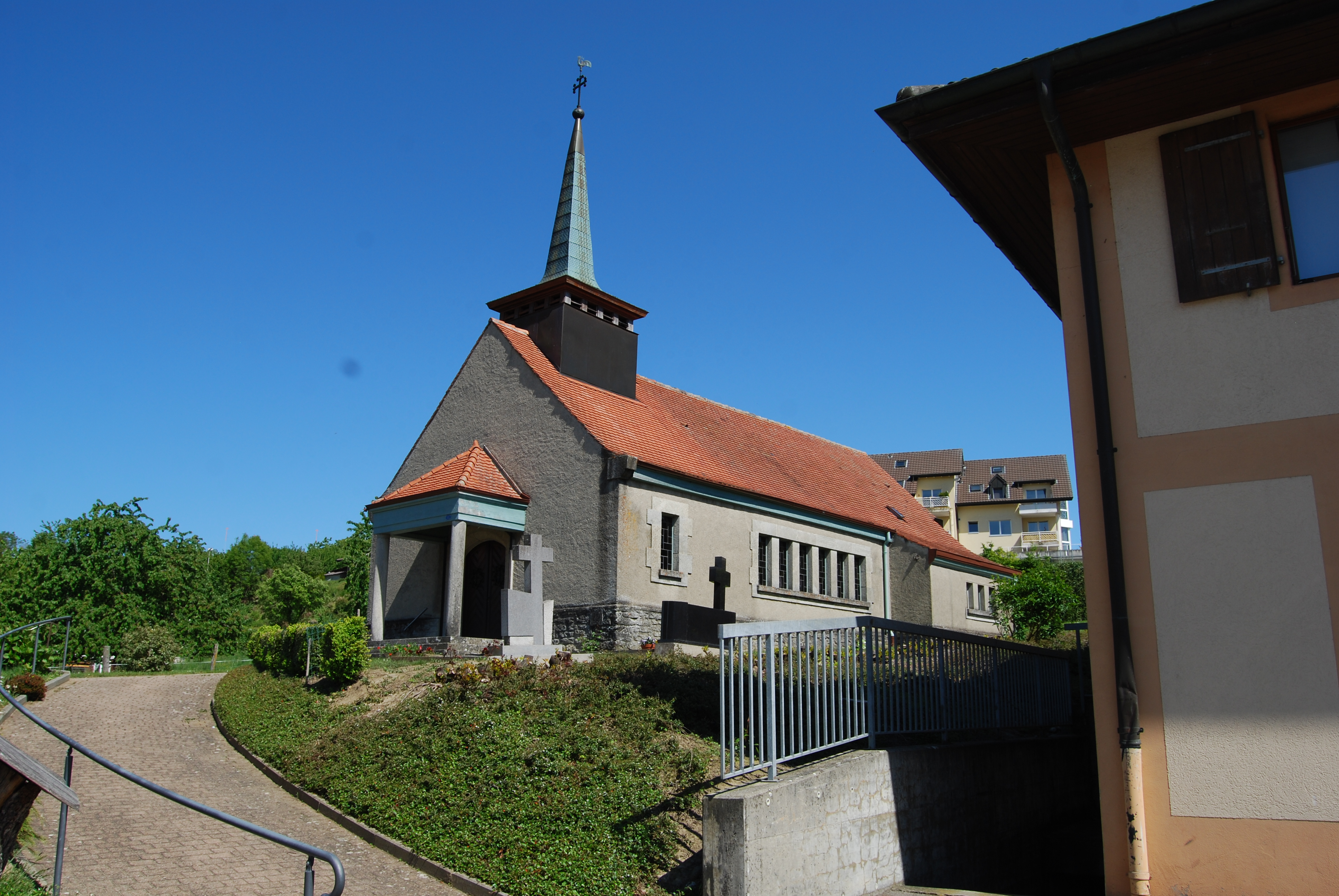
Kirche
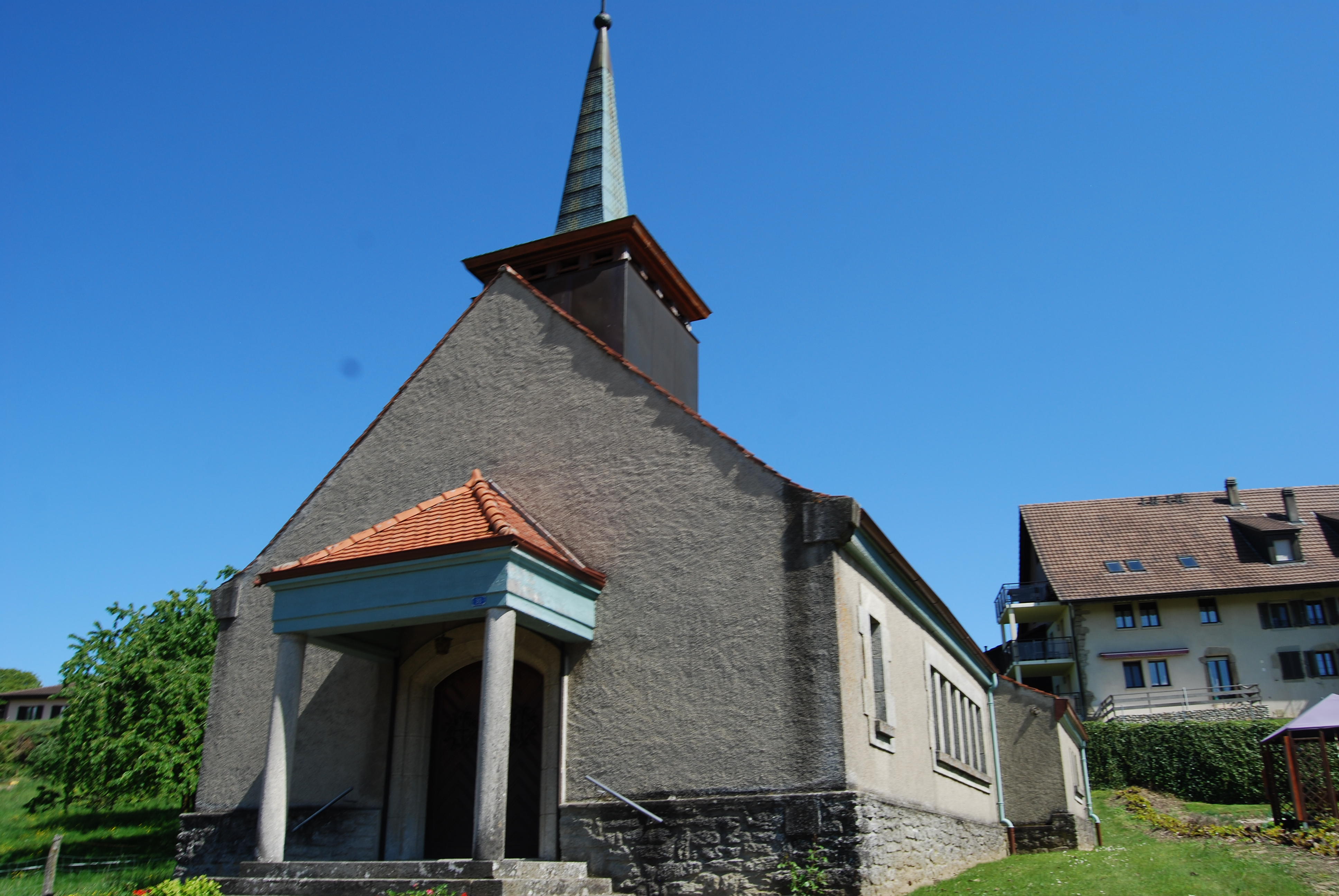
Kirche
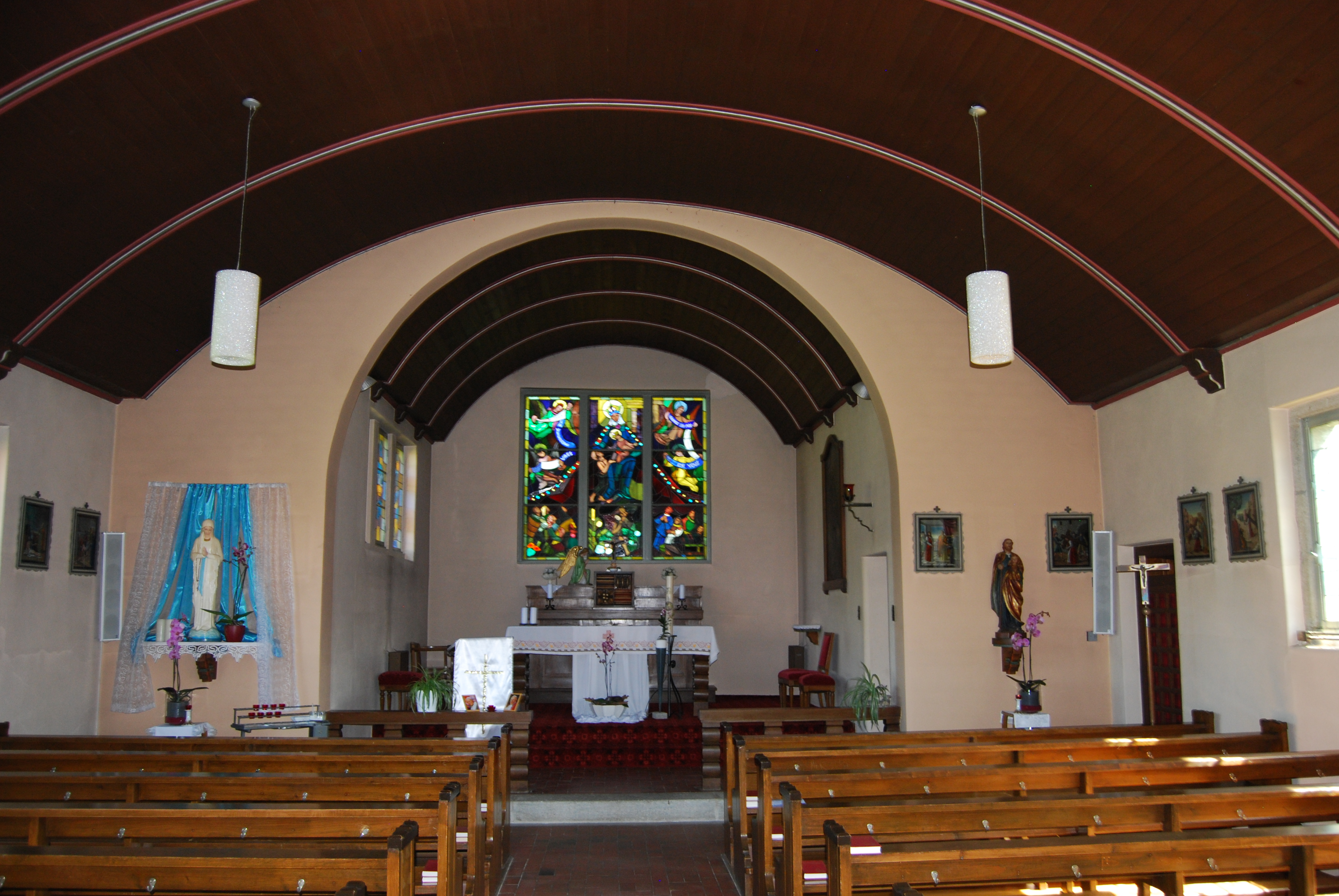
Innenansicht der Kirche
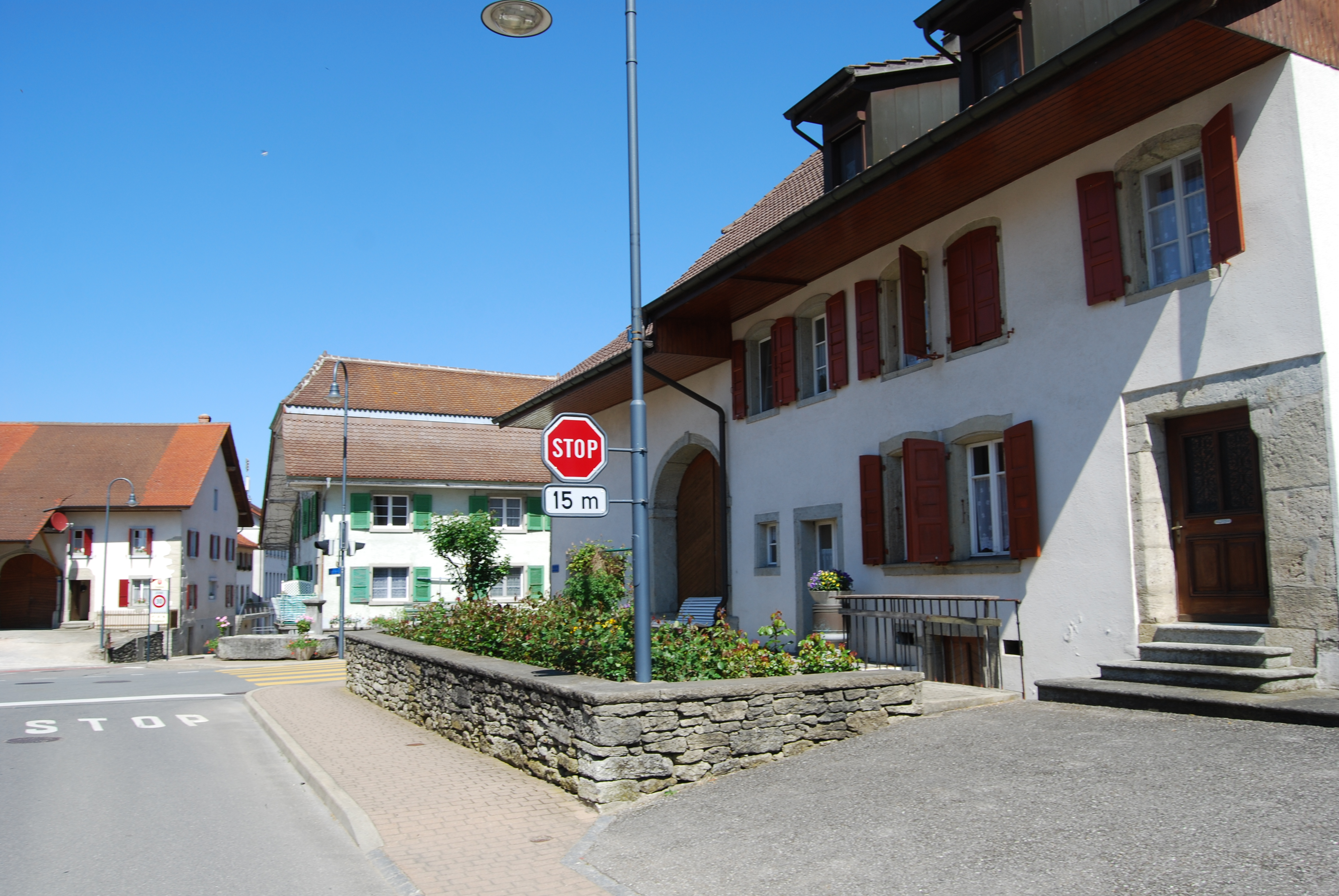
Dorfzentrum
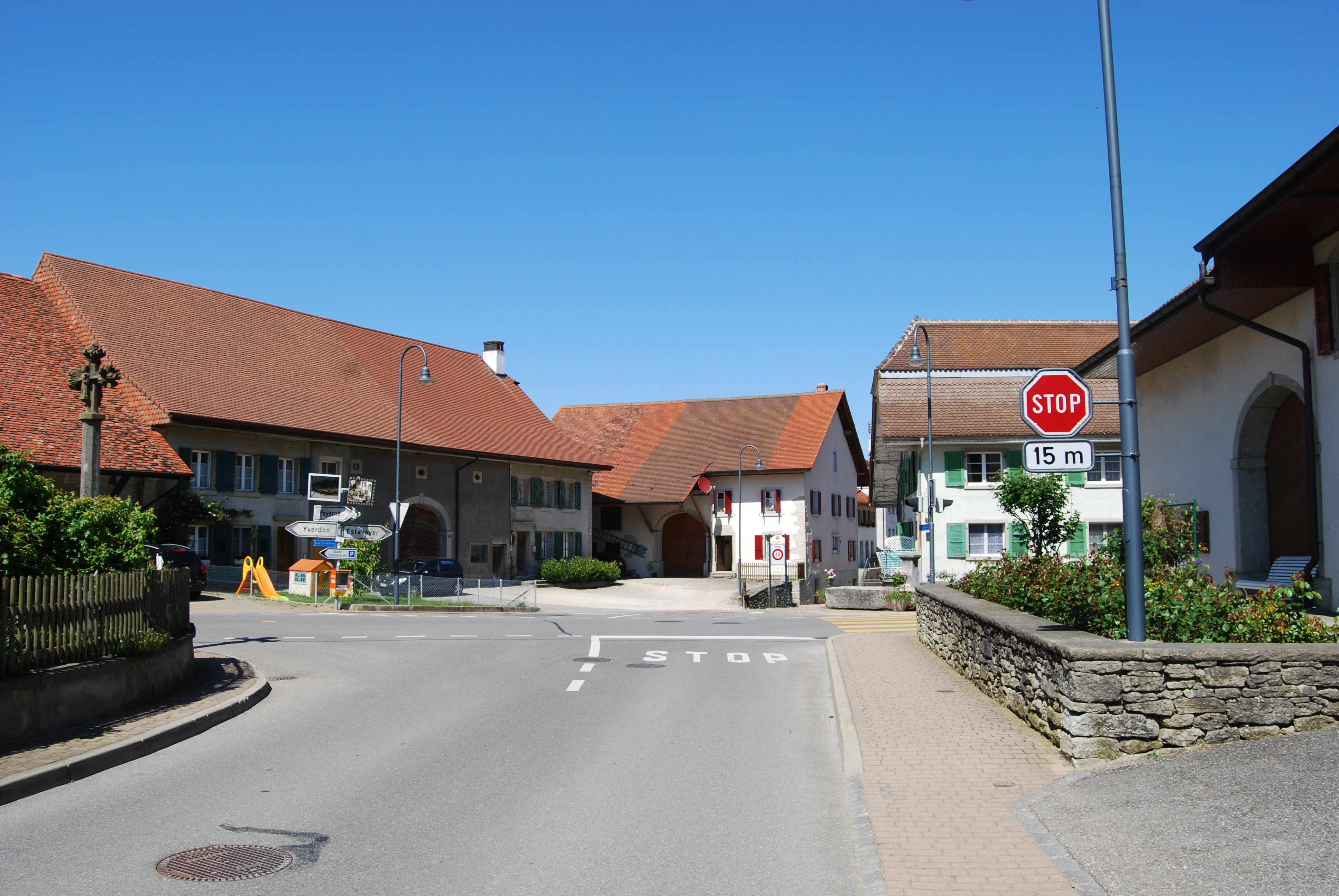
Dorfzentrum
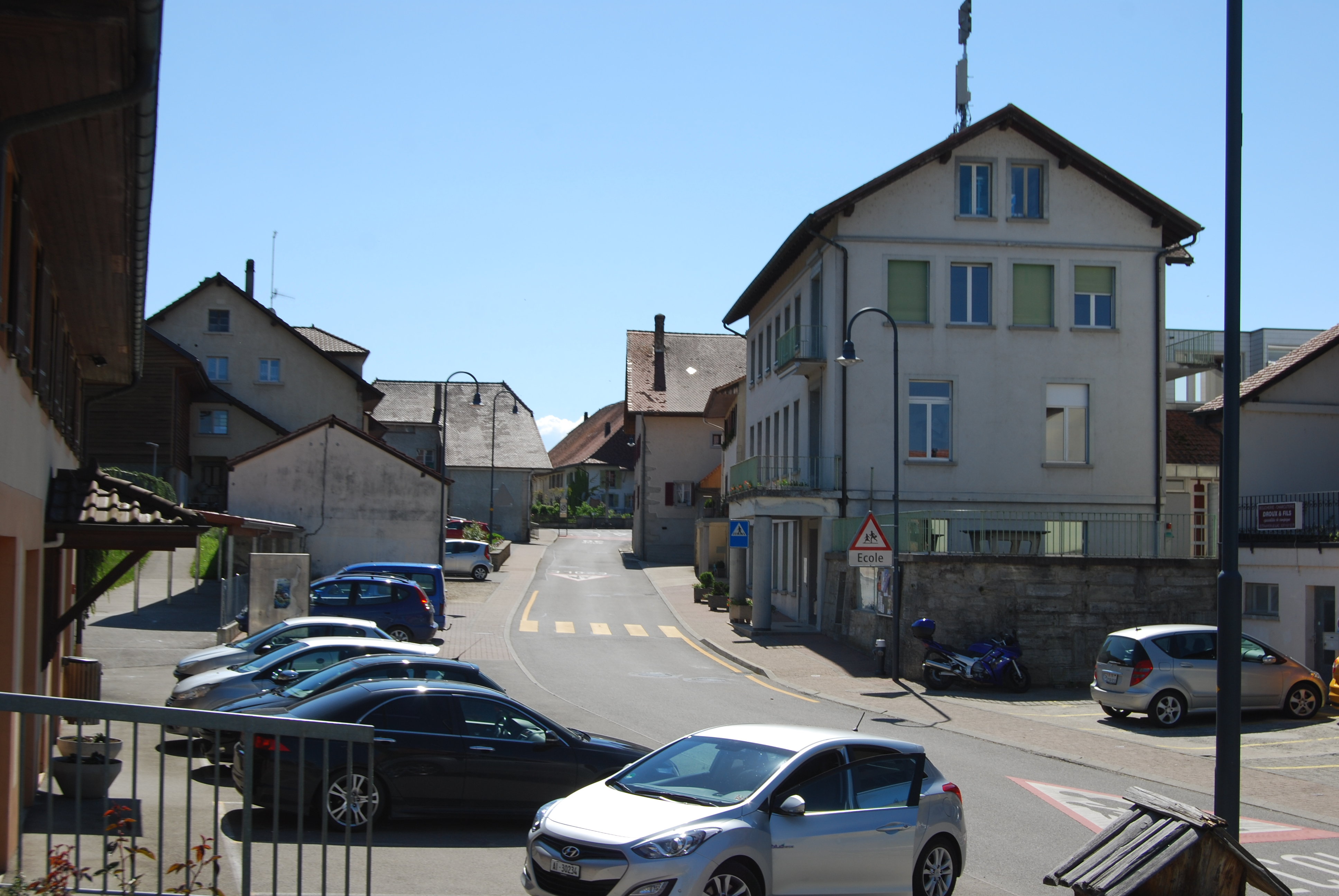
Schule
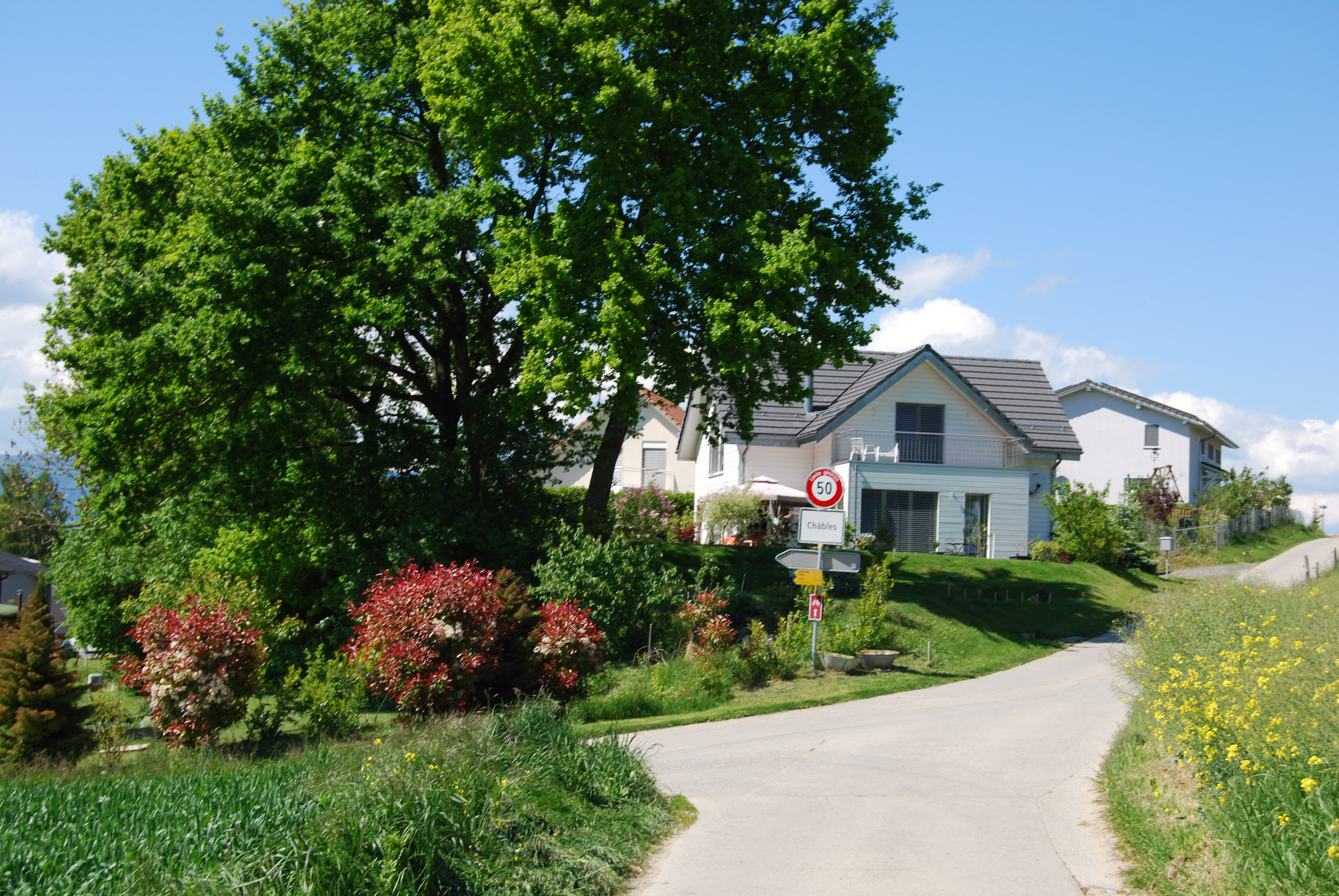
Ortseingang von Châbles von Cheyres her kommend
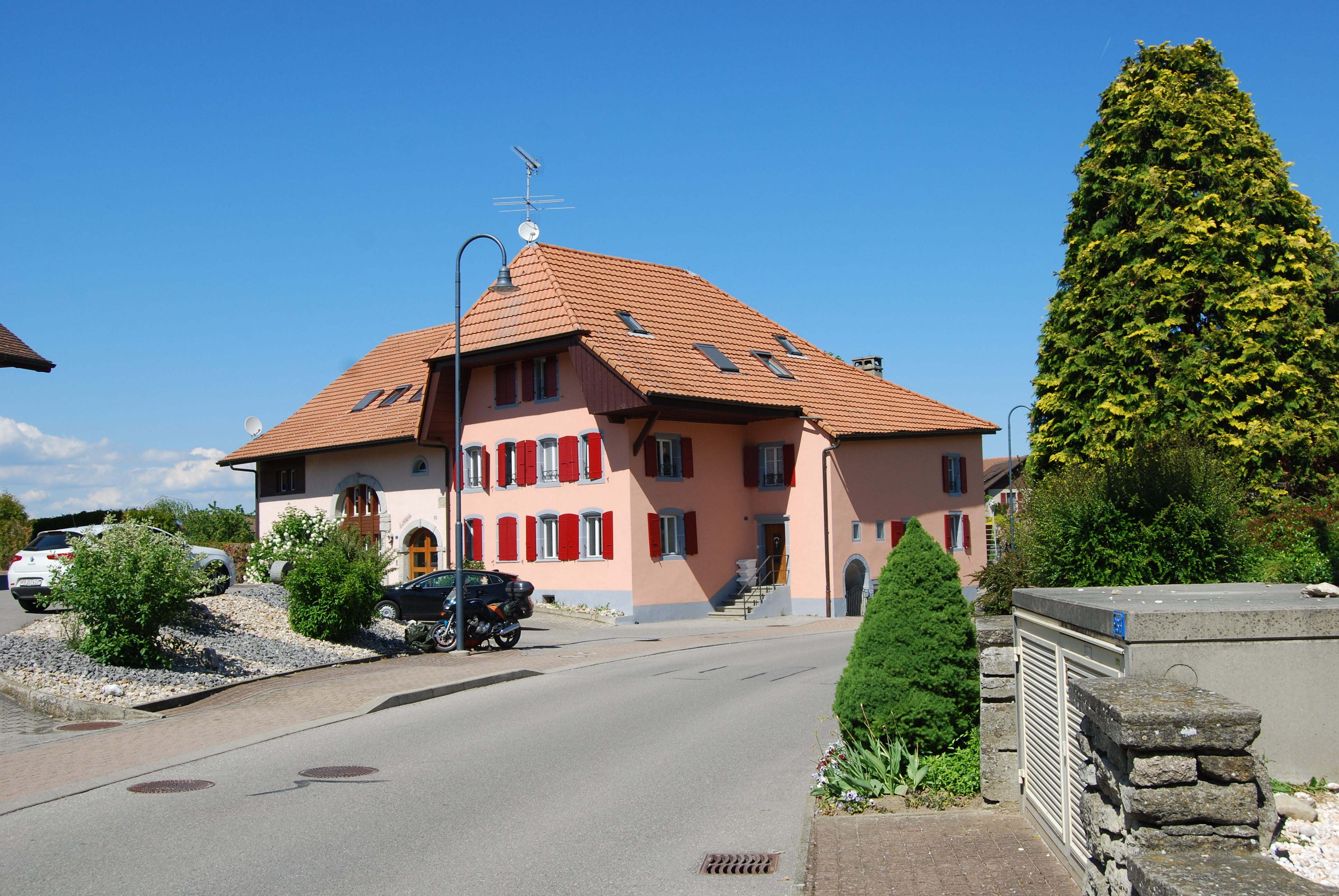
Stattliches Bauernhaus im Dorfzentrum